# ムザファルベク・トゥロボエフ

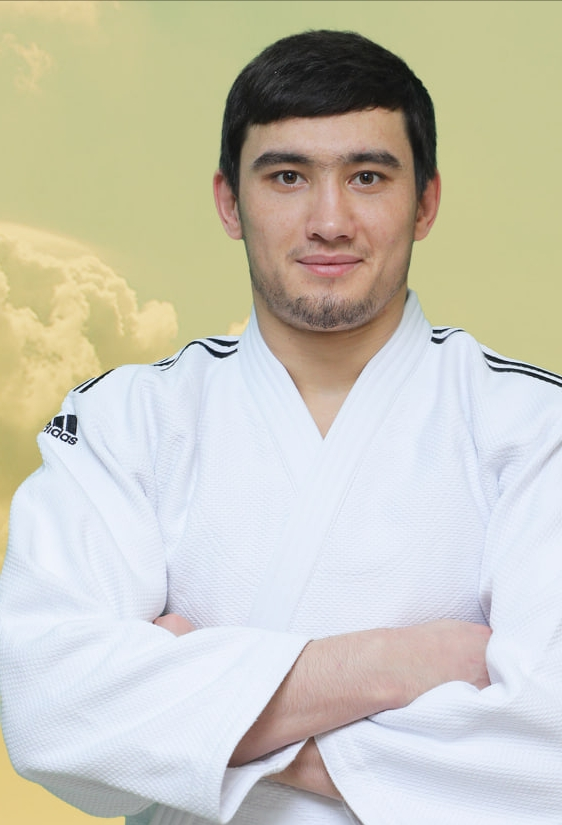

ムザファルベク・トゥロボエフ（Muzaffarbek Turoboyev　2000年4月5日- ）はウズベキスタン出身の柔道選手。階級は100kg級。

## 経歴
2017年のアジアユース81㎏級で3位になったが、世界カデでは5位だった。その後階級を100㎏級まで上げると、2021年にはグランドスラム・タシケント、 グランドスラム・トビリシ、アジア・オセアニア選手権でそれぞれ3位、世界軍人選手権大会では優勝した。2022年にはグランドスラム・パリで3位になった。地元で開催された世界選手権では3回戦でジョージアのヴァルラーム・リパルテリアニを内股で破るなどして決勝まで進むと、カナダのレイズ・カヨルを技ありで破って優勝した。2023年の世界選手権では初戦で飯田健太郎に裏投げで敗れた。続くワールドマスターズでは初戦でオリンピックチャンピオンであるチェコのルカシュ・クルパレクを大外巻込で破るなど、全て一本勝ちして優勝した。アジア大会では決勝でモンゴルのバトフヤグ・ゴンチグスレンと対戦すると、技ありを先取されるも払巻込で逆転勝ちするなど全て一本勝ちで優勝した。2024年の地元で開催されたグランドスラム・タシケントでは決勝で中立の立場で出場したロシアのマトベイ・カニコフスキーを開始早々の内股巻込で破るなど全て一本勝ちで優勝した。パリオリンピックでは優勝候補として挑むと、準決勝でアゼルバイジャンのゼリム・コツォイエフに技ありで敗れるも、3位決定戦に勝利して銅メダルを獲得した。
IJF世界ランキングは1315ポイント獲得で27位(24/7/22現在)。

## 主な戦績
- 2017年 - アジアユース　3位(81㎏級)
- 2017年 - 世界カデ　5位
- 2021年 - グランドスラム・タシケント　3位
- 2021年 - グランドスラム・トビリシ　3位
- 2021年 - アジア・オセアニア選手権　3位
- 2021年 - 世界団体　3位
- 2021年 - 世界軍人選手権大会　優勝
- 2022年 - グランドスラム・パリ　3位
- 2022年 - イスラム諸国連帯競技大会　優勝
- 2022年 - 世界選手権　優勝
- 2023年 -　ワールドマスターズ　優勝
- 2023年 - アジア大会　優勝
- 2024年 -　グランドスラム・タシケント　優勝
- 2024年 - アジア選手権　優勝
- 2024年 - 世界団体　5位
- 2024年 - パリオリンピック　3位

(出典、JudoInside.com)